# Loig
Loig ist ein Ort im Stadtteil Maxglan West der Statutarstadt Salzburg und Ortschaftsbestandsteil der Ortschaft Viehhausen der Gemeinde Wals-Siezenheim im Bezirk Salzburg-Umgebung.

## Geographie
Loig liegt knapp 4 Kilometer westlich des Salzburger Zentrums, direkt beim Terminal des Flughafens Salzburg, auf 433 m ü. A.
Der Ort umfasst etwa 45 Gebäude, davon knapp 3⁄4 im Salzburger Anteil. Trotz der Nähe zum Flughafen ist er gutteils von Grünland umgeben.
Nachbarortslagen:
| Pointing (Stt. Maxglan West, Gem. Salzburg)    | Glanhofen (Stt. Maxglan, Gem. Salzburg)     |                                                    |
| Himmelreich (Gem. Wals-Siezenheim u. Salzburg) | Kompassrose, die auf Nachbargemeinden zeigt | Flughafen (Stt. Maxglan, Gem. Salzburg)            |
| Viehhausen (Gem. Wals-Siezenheim)              | Eichetsiedlung (Gem. Wals-Siezenheim)       | Kendlersiedlung (Stt. Maxglan West, Gem. Salzburg) |

## Geschichte
Die Etymologie des Ortsnamens ist unklar und wird entweder von althochdeutsch leug ‚warmes Bad‘, lateinisch lucus ‚Wald, Tal, Sumpf‘, oder einer romanischen Distanzbezeichnung zum Hauptort Iuvavum abgeleitet. Die romanische Besiedlung ist jedenfalls anhand einer Villa rustica gesichert (Römische Villa Loig östlich nahe Himmelreich, Ausgrabungen 1815, Theseus-Mosaik aus dem 3. Jahrhundert n. Chr.), auf die sich, neben Moorbesiedlung, die Erklärungsversuche beziehen können. Siedlungskontinuität bis zur baiuwarische Ansiedlung kann – angesichts des nahen Wals (Welsche, ‚Romanen‘) – jedenfalls angenommen werden.
Einschneidendes Ereignis der Ortsgeschichte ist die Schlacht am Walserfeld 12.–14. Dezember 1800 im Ersten Napoleonischen Krieg gegen die anrückenden Franzosen, als die Hauptkampflinie direkt hier verlief.
Das kleine Gehöft gehörte nach Gründung der Ortsgemeinden 1848/49 zur Ortschaft Himmelreich der Gemeinde Siezenheim, später zur Gemeinde Wals, dann wurde 1935 die Gemeinde- (und auch Bezirks-)Grenze direkt durch den Ort gelegt. Seit 1948 gehört der Walser Teil zur gemeinsamen Gemeinde Wals-Siezenheim. Loig wird heute teils zu Himmelreich, teils zu Viehhausen gerechnet, der (Stadt-)Salzburger Teil gilt als eigenständig.
Mit dem Wachstum des Flughafens Salzburg sind dessen Gebäude in den letzten Jahren direkt an den Ort herangerückt. Trotzdem ist der Ort noch für seine direktvermarkteten Landwirtschaftsprodukte bekannt (Walser Gemüseland, Genussregion), der schon ab 1576 urkundlich ist. Das Grünland steht im Rahmen des Salzburger Grüngürtels unter Schutz.
1987 wurde hier die Schnalzerkapelle zum Hl. Isidor vom ansässigen Aperschnalzer-Verein errichtet, der die lokale Kultur des rituellen Peitschenknallens pflegte.